# 大口久和
大口 久和（おおぐち ひさかず、生没年不詳）は、江戸時代前期から中期の武士。通称・兵右衛門。本姓は藤原。阿波徳島藩蜂須賀家家臣。

## 経歴
久和は、阿波徳島藩士大口清秀の四男に生まれる。母は南半左衛門の娘。徳島藩無足諸奉行の大口小兵衛の養子となり、その職を継ぐ。小兵衛は清秀の弟、つまり久和の叔父にあたる。
小兵衛が亡くなると家督を継いで奉行職となるが、不届きな件があったとして咎められ、切腹した。小兵衛から始まった家系は、わずか2代で断絶した。

## 氏族
大口氏は、藤原秀郷の末裔とされ、伊勢国大口郷（現在の三重県松阪市大口町付近）に本拠を置く土豪となった。つまり本姓は藤原であるため、正式な姓名は藤原久和である。また、祖父の清古は大河内姓を名乗ったが、北畠家庶流の大河内氏や摂津源氏流大河内氏の一族ではない。

## 系譜
- 祖父：大口茂右衛門清古
- 父：大口伊兵衛清秀
- 母：南半左衛門某娘
- 養父：大口小兵衛某
  - 子女なし